# Портальна гіпертензія
Портальна гіпертензія (ПГ) (англ. Portal hypertension) — стан, для якого характерне стійке підвищення тиску у басейні ворітної вени на 25-30 мм рт. ст. (норма — 7-10 мм рт. ст.), зумовлене анатомічною або функціональною обструкцією кровотоку у системах ворітної вени, печінкових вен, нижньої порожнистої вени

## Класифікація ПГ
- Надпечінкова
- Внутрішньопечінкова (пресинусоїдальна, синусоїдальна, постсинусоїдальна)
- Постпечінкова
- Компенсована
- Субкомпенсована
- Декомпенсована
- За рівнем тиску у ворітній вені (I ступеня — тиск 50-400 мм вод.ст.; II ступеня — тиск 400—600 мм вод.ст.; ІІІ ступеня — тиск більше 600 мм вод.ст.)

## Етіологія
1. Надпечінкова ПГ: збільшення портального венозного кровотоку, тромбоз або оклюзія портальних або селезінкових вен.
2. Внутрішньопечінкова ПГ: захворювання печінки: алкогольний і неалкогольний стеатогепатит, хронічний гепатит B, D, який перебігає виключно разом із гепатитом B, С, хронічні гепатити іншого генезу з виходом у цироз печінки, аутоімунне ураження печінки, первинний біліарний цироз печінки.
3. Постпечінкова ПГ: захворювання печінкових венул і вен, нижньої порожнистої вени: вроджене мембранозне зрощення нижньої порожнистої вени, тромбоз печінкових вен (хвороба та синдром Бадда-Кіарі), захворювання серця: кардіоміопатія, захворювання серця з ураженням клапанів, констриктивний перикардит.

## Патогенез
При підпечінковій та постпечінковій ПГ основним патогенетичним механізмом є механічна перешкода відтоку крові, зумовлена тромбозом, облітерацією або стисканням із зовні великих судин (ворітної вени, печінкових вен). При гострому тромбозі ворітної вени виникає безпосередня перешкода току крові у ворітній системі, що супроводжується гепатомегалією, істотним больовим синдромом, нудотою, блюванням з кров'ю, асцитом. Хронічний тромбоз також перебігає з ознаками ПГ та больового синдрому. Порушення току крові в печінкових синусоїдах зумовлене розростанням сполучної тканини всередині часток печінки, проліферацією ендотеліоцитів. При хронічних дифузних захворюваннях печінки патогенез ПГ пов'язаний з органічним порушенням внутрішньопечінкового кровообігу внаслідок порушення венозного відтоку.
Тривала компенсація ПГ досягається шляхом розвитку колатералей, що забезпечують відтік крові із системи ворітної вени, в обхід печінки, у басейнах верхньої та нижньої порожнистих вен. При надпечінковій ПГ утворюються порто-портальні анастомози, які відновлюють тік крові з відділів портальної системи, розміщені нижче блоку у внутрішньопечінкових гілках портальної вени. При печінковій та надпечінковій ПГ розвиваються порто-кавальні анастомози, які забезпечують відтік крові із системи ворітної вени у басейни верхньої та нижньої порожнистої вен в обхід печінки.

## Наслідки ПГ
Збільшення колатеральної циркуляції внаслідок градієнта між високим тиском у ворітній системі та низьким — у системній венозній, уражає наступні ділянки:
- нижній відділ стравоходу, верхній відділ шлунка (варикозне розширення вен стравоходу та шлунка, портальна гастропатія),
- пряму кишку (варикозно розширені вени),
- передню черевну стінку («голова медузи»/ лат. Caput medusae),
- парієтальний листок очеревини, (спленоренальні ураження; посилення лімфатичної циркуляції, збільшення об'єму плазми в портальній системі; асцит; спленомегалія, гіперспленізм);
- шунтування у системний кровообіг (печінкова енцефалопатія)

Одним з найнебезпечніших ускладнень ПГ є кровотечі з варикозно розширених вен стравоходу та шлунка.